# Miguel Ángel Martín (golfista)
Miguel Ángel Martín (n. Huelva; 2 de mayo de 1962) es un golfista español, perteneciente a la generación que continuó los éxitos de los grandes golfistas españoles de los ochenta que encabezaba el gran Severiano Ballesteros. Siguió la estela de otros grandes golfistas españoles, como Txema Olazabal o Miguel Ángel Jiménez.

## Trayectoria
Comenzó en el mundo del golf como caddie, en el club de Golf de Somosaguas (Madrid), aunque pronto dejó de llevar los palos para convertirse en jugador profesional. Desde 1981 juega el Tour europeo, convirtiéndose en el 2005 en el primer jugador que ha disputado 500 eventos del circuito. Su mejor posición en la orden del mérito ha sido el puesto 17º obtenido en 1996. Se ha adjudicado tres eventos del circuito europeo y ha representado a España en la Dunhill Cup, en la Copa del Mundo y en la Copa de Europa. Se clasificó para la Ryder de 1997 en Valderrama, pero una lesión le impidió jugar, aunque se le considera ganador de este evento por equipos.

## Palmarés
Tour Europeo
- 1992: Abierto de Francia
- 1997: Heineken Classic
- 1999: Abierto de Marruecos

Otros títulos
- 1987: Campeonato español de la PGA. Campeonato de Madrid
- 1996: Campeonato de España
- 2000: Campeonato de Madrid y Alfred Dunhill Cup (con Miguel Ángel Jiménez y José María Olazábal como compañeros)
- 2004: Campeonato de Madrid
- 2016:  Campeonato Abierto Seniors Copa OSDE

- Datos: Q328039
- Multimedia: Miguel Ángel Martín / Q328039